# Ravine Salée
La ravine Salée est une rivière de Guadeloupe située en Basse-Terre sur le territoire de la commune de Gourbeyre.

## Géographie
Elle prend sa source sur les pentes du morne Cadet vers 670 m d'altitude, s'écoule le long de Vent Soufflé et du morne Grande Voûte en longeant ainsi les monts Caraïbes, passe entre le Houëlmont et le morne Cateau, longe le morne Griselle avant de rejoindre la mer des Caraïbes à la Marina de Rivière Sens après un cours d'environ 3 km. 

## Histoire
La ravine Salée est mentionné par le père Labat dès 1722 dans son Nouveau Voyage aux Isles de l'Amerique. Jules Ballet signale en 1896 une batterie militaire à son embouchure.